# Пстели
Пстели (каз. Пістелі) — село в Тюлькубасском районе Туркестанской области Казахстана. Входит в состав Жаскешуского сельского округа. Код КАТО — 516045400.

## Население
В 1999 году население села составляло 196 человек (109 мужчин и 87 женщин). По данным переписи 2009 года, в селе проживало 166 человек (84 мужчины и 82 женщины).

## Известные уроженцы, жители
Мархабат Байгут (25 мая 1945; аул Пстели, Тюлькубасский район) — казахстанский писатель, журналист и общественный деятель. Заслуженный деятель Казахстана (2004). Лауреат Международной литературной премии «Алаш» (1996) и Международной премии «За заслуги в тюркском мире» (2016).